# Tonawanda Kardex
Tonawanda Kardex (también conocido como Tonawanda Lumbermen y, durante su primera temporada, All-Tonawanda Lumberjacks) fue un equipo de Fútbol americano activo entre 1916 y 1921. Jugó sus partidos en la ciudad de Tonawanda, New York, un suburbio de Buffalo con estrechos vínculos con North Tonawanda, donde se fundó Kardex. Es el único equipo en la historia de la National Football League en disputar una sola temporada con un solo juego, lo que lo convierte en el equipo con vida más corta en la historia de la liga.

## Temporadas
| Año  | V | D | E | Resultado | Entrenador |
| ---- | - | - | - | --------- | ---------- |
| 1916 | 1 | 2 | 0 | 6.º NYPFL | Tam Rose   |
| 1917 | 2 | 3 | 1 | 2.º NYPFL | Tam Rose   |
| 1919 | 2 | 1 | 0 | 3.º NYPFL | Tam Rose   |
| 1920 | 7 | 1 | 0 | Sin Liga  | Tam Rose   |
| 1921 | 0 | 1 | 0 | 18.º NFL  | Tam Rose   |